# Walle (Bremen)
Walle ist ein Stadtteil von Bremen und gehört zum Bremer Stadtbezirk West.

## Geografie und Ortsteile
Walle liegt am rechten Weserufer direkt westlich des Bremer Stadtzentrums. Die benachbarten Stadtteile sind im Nord-Westen Gröpelingen, im Norden Blockland, im Nord-Osten Findorff, im Osten Mitte, im Süd-Westen Häfen und im Süden jenseits der Weser Woltmershausen.

### Utbremen

#### Lage und Größe
Fläche: 0,56 km², 3.308 Einwohner (5.907 Einwohner je km²)
Der Ortsteil Utbremen wird östlich durch die Bundesstraße 75/6 begrenzt, nordöstlich durch die Eisenbahnanlagen, nordwestlich durch die Hansestraße und südlich durch die Hans-Böckler-Straße. Östlich schließt der Stadtteil Mitte mit dem Stephaniviertel an, nördlich befindet sich der Stadtteil Findorff, nordwestlich die Waller Ortsteile Westend und Steffensweg und südlich der Waller Ortsteil Überseestadt.

#### Chronik
„Ut-Bremen“ – außerhalb Bremens – war die Bezeichnung der alten Utbremer Feldmark, die direkt vor der Bremer Stadtmauer lag, vor den westlichen Toren, dem Stephanitor und dem Doventor. Utbremen wurde 1072 erstmals erwähnt. Der Stephanitorsteinweg und die Doventorstraße sind die Erinnerungen an diese Verbindungen des Ortsteils Utbremen an Bremen. Die Utbremer Straße führte über den alten Panzenberg zum Dorf Walle.
1848 wurde die Feldmark Utbremen eingemeindet. Utbremen – damals auch als Doventorvorstadt bezeichnet – entwickelte sich. Die danach errichtete Eisenbahnlinien Weserbahn (1855) zum Weserbahnhof (1857/59) und nach Geestemünde (1862) verstärkte die Ansiedlungen in Utbremen. Die Hansestraße und der Haferkamp entstanden und dazwischen viele weitere Straßen mit ihrer Bebauung aus der sogenannten Gründerzeit nach 1870/71. Noch gab es dazwischen Bauernhöfe und am Haferkamp eine Mühle, die noch bis 1914 betrieben wurde und deren Rumpf noch in den 1930er Jahren stand. 1875 wurde an der Nordstraße eine Volksschule gebaut, die 1944 dauerhaft zerstört wurde. 1878 erfolgte die Einweihung der  neugotischen evangelischen Wilhadikirche an der Nordstraße als Filialkirche der Stephanikirchgemeinde. Im August 1944 wurde sie zerstörten. 1964 erfolgte der Abriss der Ruine. Ein Gedenkstein erinnert an den Standort.
Als Bremen 1888 dem Deutschen Zollverein beitrat, entwickelten sich die Freihäfen als Zollaußengebiet, und Utbremen wurde intensiv weiter ausgebaut. Bis in die 1920er Jahre entstand ein baulich geschlossenes Gebiet, bestehend aus zwei- bis viergeschossigen Wohn- und Geschäftshäusern. 1928 erfolgte der Bau des Volkshauses an der Nordstraße durch die Gewerkschaften. 1933 wurde ein 90 Meter hoher hölzerner Sendeturm errichtet, der später durch Blitzschlag zerstört und durch einen Stahlturm ersetzt wurde.
Am 18./19. August 1944 wurde im Zweiten Weltkrieg auch Utbremen fast vollkommen durch einen Luftangriff zerstört.
Nach dem Krieg war die Wohnungsnot in Utbremen sehr groß. Die Bevölkerung wohnte in Notunterkünften oder in den benachbarten Parzellengebieten, in den sogenannten „Kaisenhäusern“, benannt nach Bürgermeister Wilhelm Kaisen, der den Ausgebombten ein Wohnrecht in den Kleingartengebieten einräumte. Der Wiederaufbau begann bereits in den frühen 1950er Jahren durch mehrere Wohnungsbaugesellschaften, u. a. durch die GEWOBA, die schon in den 1920er Jahren hier gebaut hatte.

#### Straßen
Die Straßennamen nehmen Bezug auf
- Berufe und Gewerbe wie Kohlenstraße, Kötnerweg, Schifferstraße
- Familiennamen wie Ellmerstraße, Kastningweg, Struckmannstraße
- Flurbezeichnungen wie Auf dem Kamp, Haferkamp, Kielweg (Flurstück wie ein Schiffskiel)
- Geografie wie Kumpweg (am ehemaligen Kumpgraben der Bremer Stadtmauer), Landwehrstraße (früher Teil der Bremer Stadtbefestigung), Utbremer Straße
- Geschichte wie Hansestraße durch die Hanse
- Landgüter wie Sternenhof
- Nordseeinseln wie Borkum-, Juist- und Norderneystraße
- Personen wie Bürgermeister-Deichmann-Straße, Bürgermeister-Hildebrandt-Straße, Friedrich-Naumann-Ring, Hans-Böckler-Straße, Hegemannstraße (Kapitän und Forscher), Koldeweystraße (Kapitän und Forscher), Lindemanstraße (Forschungs-Schriftsteller), Nansenstraße, Otto-Finsch-Straße (Forscher), Sengstackeplatz (Kapitän und Forscher), Wolfardstraße (Redakteur)

### Steffensweg

#### Lage und Größe
Fläche: 0,38 km², 4.661 Einwohner (12.266 Einwohner je km²)
Der Ortsteil Steffensweg – überwiegend ein dichtbebautes Wohngebiet – wird begrenzt östlich durch den Grünzug Waller Grün und den Ortsteil Westend, nördlich durch die Bremerhavener- und Bremervörder Straße und den Ortsteil Walle, westlich durch die Nordstraße (Hafenrandstraße), das Überseetor und den Ortsteil Überseestadt und südlich durch Hansator / Hansestraße und den Ortsteil Utbremen. Im Bereich zwischen der Schulze-Delitzsch-Straße, dem Steffensweg, der Hansestraße und der Nordstraße befindet sich ein kleines Gewerbegebiet mit überwiegend kleinständischen Handwerksbetrieben sowie einem Supermarkt.

#### Waller Wied

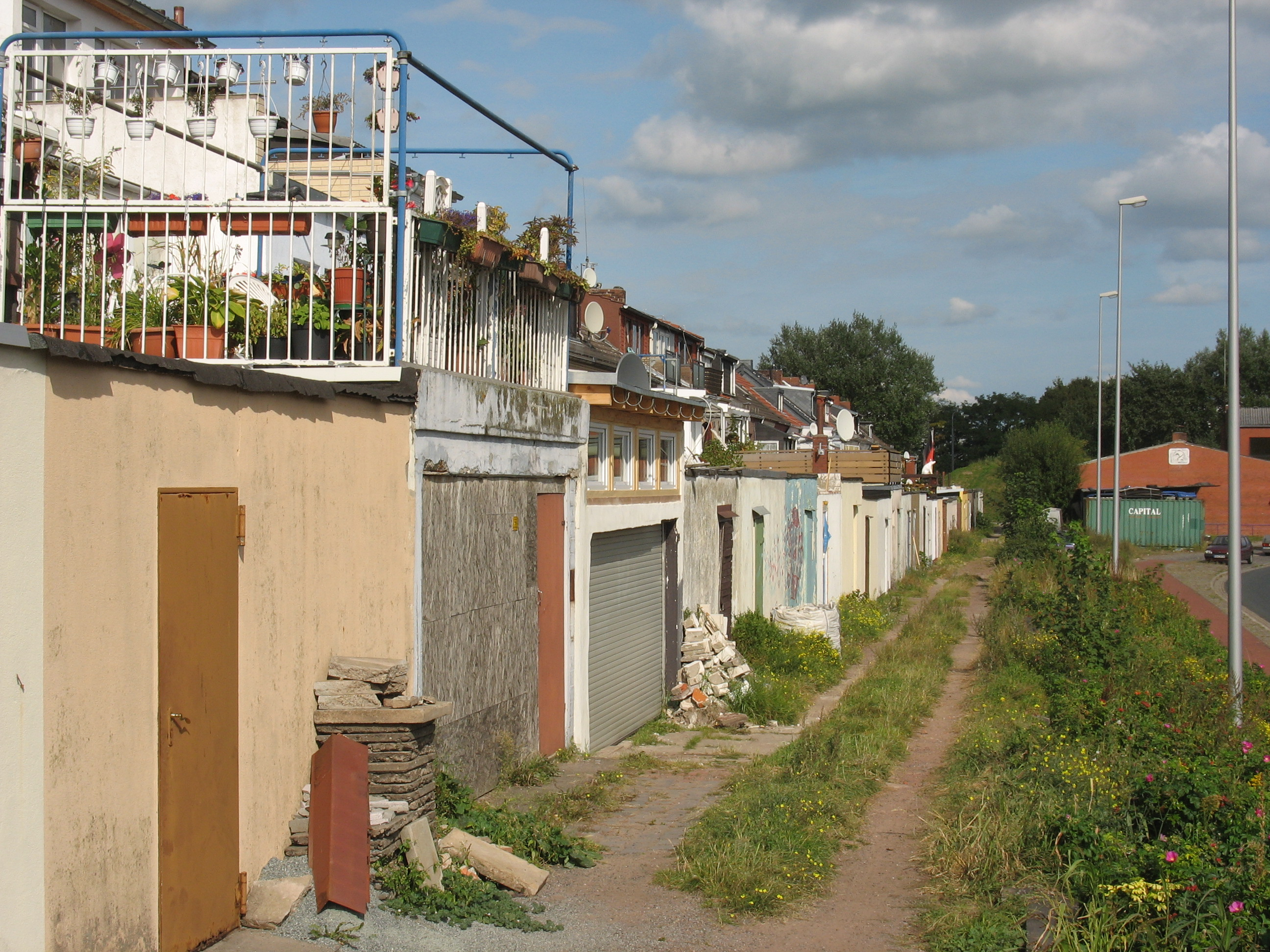
Die Rückseite einer Häuserreihe, die das Wohngebiet zum Hafen hin abschließt. Die zunächst architektonisch einheitlichen Häuser werden durch allerlei An- und Umbauten individualisiert.

Als geographisch eigenständig innerhalb des Ortsteils Steffensweg ist das Waller Wied oder Heimatviertel genannte Viertel anzusehen. Dieses Viertel mit dreieckiger Grundfläche ist vom Rest des Stadtteils Walle durch eine Hauptverkehrsstraße, die Nordstraße, getrennt, im Westen von der Hafenbahn begrenzt und öffnet sich nach Süden zum Industriegebiet der Häfen. „Eingezwängt zwischen Nordstraße und Hafenzaun“ wird es heute rundum von Lärmschutzwällen eingeschlossen.
Mit der Eröffnung des Freihafens 1888 und dem Bau der Hafenbetriebe und der Jutefabrik entwickelte sich dieser Ortsteil sehr rasant. Der Bremer Architekt Eduard Gildemeister entwarf 1889 die ersten Häuser für dieses Quartier gleich neben der Jute. Die zuziehenden Arbeiterfamilien – viele aus dem Osten – siedelten in den neuen Arbeiterhäusern. Bei einem Bombenangriff 1944 wurde das Viertel zerstört. Obwohl das Gebiet westlich der Nordstraße nach den Vorstellungen der Städteplaner ausschließlich Hafenareal werden sollte, gelang es den Bewohnern, ab 1950 dort wieder mit Billigung der Baubehörden Wohnhäuser zu errichten.

#### Chronik
Bevor Walle ein selbstständiges Kirchspiel wurde, war es Teil der St. Stephani-Kirchgemeinde. Die Kirchstraße war deshalb der Steffensweg und der Ortsteil erhielt später den gleichen Namen. Weitere Informationen stehen im Abschnitt Geschichte.

#### Straßen
Die Straßennamen nehmen Bezug auf
- Berufe und Gewerbe wie Osterlingerstraße (Easterling = englische Kaufleute)
- Geografie wie Thüringer Straße,
- Geschichte wie Hansestraße, Steffensweg (St.-Stephani-Kirchgemeinde)
- Lokaler Bedeutung wie Am Syndikushof (einst Landgut des Syndikus Franz Köhne), Eintracht-, Friedens-, Heimatstraße sowie Grenzstraße (Grenze zur Waller Feldmark), Pfeil- und Bogenstraße, Wiedstraße (Wied = Weide)
- Personen wie Brabant- (Familie Brabant, Leitung der Jutefabrik), Columbus-, Erasmusstraße, Erlingplatz und Erlingweg (Carl Erling, Kaufmann und Gründer der Rolandmühle), Gabelsberger-, Gustav-Adolf-Straße (König Gustav II. Adolf von Schweden), Gutenberg-, Carl-Peters-Straße (Kolonialist), Lüdekingstraße, Nachtigal-, Scheffel-, Schulze-Delitzsch-Straße, Söderblom (Theologe), Steinbachstraße (Baumeister), Stephanstraße
- Vornamen wie Elisabethstraße, Erwinstraße

### Westend

#### Lage und Größe
Fläche: 0,62 km², 6.802 Einwohner (10.971 Einwohner je km²)
Der Ortsteil Westend – ein dichtbebautes Wohngebiet – wird begrenzt östlich durch die Bahnanlagen und dem Ortsteil Osterfeuerberg, nördlich durch die Geestemünder Straße und den Ortsteil Walle, westlich durch die Bremerhavener Straße / den Grünzug Waller Grün und den Ortsteil Steffensweg und südlich durch die Hanse- / Münchener Straße und den Ortsteil Utbremen. Zentral liegt der Wartburgplatz.

#### Chronik
Am westlichen Ende entwickelte sich mit dem Bau des Freihafens nach 1888 der neue Ortsteil Westend. In der Nähe der Jutefabrik, die nach 1888 den Betrieb aufnahm, wurden die Arbeiterfamilien angesiedelt. Im sogenannten Generalsviertel wohnten hingegen die mittleren Beamten und Angestellten. Bis 1952 entstand an der Arndtstraße die ECA-Siedlung durch die GEWOBA nach Plänen von Hebebrand, Schlempp und Marschall (Frankfurt/M.) mit 250 kleinen Wohnungen in Reihenhauszeilen und dreigeschossigen Laubenganghäusern.
Weiteres in der allgemeinen Chronik zum Stadtteil Walle

#### Straßen
Die Straßennamen nehmen Bezug auf
- lokale Geografiebezeichnungen wie Grenzstraße (früher Grenze von Utbremen zur Waller Feldmark), Grohner –, Steffensweg (nach dem Kirchspiel St. Stephani, zu dem dieses Gebiet einst gehörte), Utbremer Straße
- Personen oder Namen
  - von religiöser und reformatorischer Bedeutung wie Bodelschwingh-, Calvin- (Reformator), Erasmus-, Johann-Bornemacher- (Reformator), Lutherstraße (Reformator), Melanchthon- (Reformator), Probst- (Reformator), Wichern-, Zwingli- (Reformator), Zütphenstraße (Reformator),
  - von militärischer Bedeutung im sogenannten Generalsviertel wie Derfflinger-, Dessauer, Keithstraße, Schwerin-, Seydlitz-, Winterfeldtstraße
  - von allgemeiner Bedeutung wie Reuterstraße,
  - von bremischer Bedeutung wie Hoffnungsstraße, Bergerstraße (Bauunternehmer von 1870), Carl-Peters-Straße (Afrikaforscher),
  - als Vornamen wie Burchard-, Dietrich-, Elisabeth-, Gerd-, Gustavstraße
- Städte, Bauten und Landschaften
  - im Umkreis wie Dorumstraße, Bassumer, Bremerhavener-, Geestemünder-, Helgolander, Loxstedter, Lübberstedter, Sulinger und Twistringer Straße,
  - in Deutschland wie Wartburgplatz nach der Wartburg, Wittenberger Straße

### Walle

#### Lage und Größe
Fläche: 1,56 km², 8.115 Einwohner (5.202 Einwohner je km²)
Der Ortsteil Walle – primär ein Wohngebiet – wird im Osten durch die Bahnanlagen und den Ortsteil Hohweg begrenzt, im Norden durch den Winterweg und den Stadtteil Gröpelingen, im Westen durch die Hafengebiete und im Süden durch den Waller Ring und die Ortsteile Westend und Steffensweg.

#### Chronik
Informationen stehen im Abschnitt Geschichte.

### Osterfeuerberg

#### Lage und Größe
Fläche: 0,67 km², 5.445 Einwohner (8.127 Einwohner je km²)
Der Ortsteil Osterfeuerberg – primär ein Wohngebiet – wird begrenzt östlich durch die Bahnanlagen und den Stadtteil Findorff, nördlich durch die Bahnanlagen und den Ortsteil Hohweg, und westlich durch die Bahnanlagen und den Ortsteil Westend.

#### Chronik
Der Osterfeuerberg war ein Dünenhügel am rechten Weserufer. 1860 wurde zur Deckung des Sandbedarfs für das benachbarte Bahngelände dieser Hügel abgebaut. Ein unbefestigter Weg – die heutige Osterfeuerbergstraße – diente als Wegeverbindung nach Burg, bevor 1821 die Chaussee von Utbremen durch das Dorf Walle diese Aufgabe übernahm. Als Richtplatz für Bremen diente der Galgenberg bis 1811 und noch viele Jahre später fanden sich Knochen der Hingerichteten. Ein Pulvermagazin wurde danach an dieser Stelle gebaut, welches 1879 nach Grambke verlegt wurde, als die Wohnbebauung auch in Osterfeuerberg sich verstärkte. Um 1900 wurde am Pulverberg eine Schule gebaut.
Schon 1862 trennte die Bahnstrecke Bremen–Geestemünde Osterfeuerberg von den anderen Waller Ortsteilen. Als 1914 die Bahn in Hochlage angelegt wurde, ersetzten Unterführungen die meisten Bahnübergänge. Weitere Informationen stehen im Abschnitt Geschichte.

#### Straßen
Die Straßennamen nehmen Bezug auf
- Berufe und Gewerbe wie Kötnerweg
- Flurbezeichnungen wie Brinkstraße
- lokale Geografiebezeichnungen wie Fleetstraße, Osterfeuerberger Ring, Osterfeuerbergerstraße, Parallelweg (parallel zur Bahn)
- Geschichtsbezeichnungen wie Dithmarscher Freiheit (erinnert an die Freiheitskämpfe von 1319 in der Schlacht von Wöhrden)
- Personen oder Namen wie August- und Eleonorenstraße (Vornamen), Fiegenstraße (Familie Fiege), Vollmersstraße (Senator)
- Städte und Orte in Niedersachsen wie Bergedorfer[14] und Schleswig-Holstein wie Eckernförder, Eiderstraße, Elmshorner, Eutiner, Flensburger, Glücksburger, Gravensteiner, Holsteiner, Halligenstraße, Hemmingstedter, Holtenauer, Itzehoer, Kieler, Pinneberger, Ratzeburger, Rendsburger, Schleswiger, Sonderburger und Tonderner Straße

### Hohweg

#### Lage und Größe
Fläche: 4,68 km², 292 Einwohner (62 Einwohner je km²)
Der Ortsteil Hohweg – ein Gewerbe- und Kleingartengebiet – wird begrenzt östlich durch den Autobahnzubringer Überseehafen und den Ortsteil In den Hufen, nördlich durch die Kleine Wümme, das Maschinenfleet und den Ortsteil Blockland, westlich durch die Bahnanlagen und den Ortsteil Walle und südlich durch die Bahnanlagen und den Ortsteil Osterfeuerberg.
Nördlich der Bundesautobahn 27 befindet sich noch in Hohweg an der Grenze zu Blockland die Bremer Mülldeponie (Blocklanddeponie), die nach unterschiedlichen Angaben zufolge zwischen 42 m und 49 m ü. NHN hoch ist. Damit überragt sie sogar die mit 32,5 m ü. NHN höchste natürliche Erhebung Bremens im Ortsteil St. Magnus des Stadtteils Burglesum (Friedehorstpark).

#### Chronik
Informationen stehen im Abschnitt Geschichte.

#### Straßen
Die Straßennamen nehmen Bezug auf
- die Natur wie Blumen, Bäume, Pflanzen und Vögel im Kleingartengebiet
- Lokal- und Flurbezeichnungen wie Auf der Lämmerweide, Auf der Linthe, Bauernweg, Butjerweg, Der Alte Deich, Der Schirmdeich, Fahrwiesenweg, Fahrwiesendamm, Hagenweg, Heideweg, Hemsdamm, Hinter dem Neuenkamp, Hohweg, Hufeisenweg, Kuhlenkamp, Kuhkampweg, Maierskamp, Mittelkampsweg, Mittelwischweg, Neuenkampsweg, Osterwiesenweg, Schlickwiesenweg, Staatsweg, Wagenfeldsweg, Wiesenweg
- frühere Bauern wie Behrensweg, Lampeweg, Meyersweg
- Bremer Personen wie Heini-Holtenbeen-Weg,
- Bremer Stadtteile wie Waller Straße
- Bayern durch geografische Bezeichnungen wie Bayernstraße, Bernauer, Ingolstädter, Reichenhaller, Rosenheimer, Schongauer, Straubinger, Traunsteiner Straße

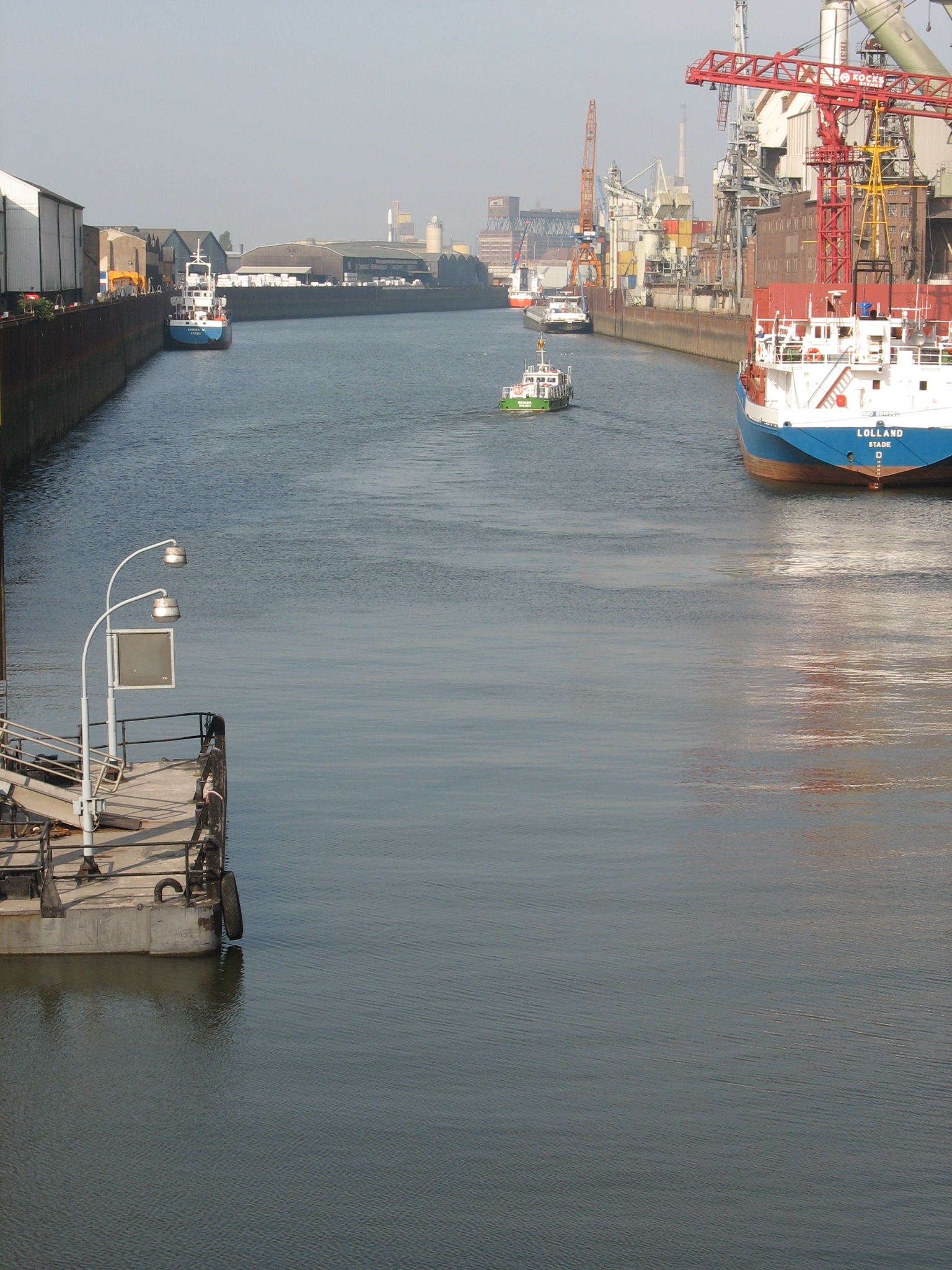
Holz- und Fabrikenhafen im Ortsteil Überseestadt

### Überseestadt
Fläche: 3,89 km², 5.302 Einwohner (1.363 Einwohner je km²)
Aufgrund der geänderten Nutzung des Überseehafengebietes wurden die stadtbremischen Verwaltungsbezirke durch das Ortsgesetz vom 24. März 2009 (BremGBl S. 93) neu geordnet. Dadurch wurde der frühere Ortsteil Handelshäfen aus dem Stadtteil Häfen ausgegliedert und als Ortsteil Überseestadt in den Stadtteil Walle eingegliedert.
Im Ortsteil Überseestadt befindet sich noch ein gewerblich genutztes Hafenbecken, bestehend aus dem Getreidehafen und dem Holz- und Fabrikenhafen. Hier werden hauptsächlich Getreide, Futtermittel, Mehl und Forstprodukte umgeschlagen. In geringem Umfang findet auch Containerumschlag statt. Die Hafenanlieger sind, wie der Name Fabrikenhafen andeutet, überwiegend verarbeitende Betriebe.
Auf dem aufgegebenen und zugeschütteten Hafenbecken des ehemaligen Überseehafens sowie rund um den Europahafen wird das Stadtentwicklungskonzept Überseestadt realisiert. Unter anderem soll dem Konzept zufolge der Europahafen in einen Yachthafen mit Wohnbebauung an der Kaje umgewandelt werden. Inzwischen befinden sich in der Überseestadt unter anderem der Großmarkt sowie im ehemaligen Speicher XI die Hochschule für Künste Bremen, das Hafenmuseum und das Bremer Zentrum für Baukultur.

## Geschichte

### Mittelalter
1139 wurde das Dorf Walle erstmals urkundlich erwähnt und 1179 wurde der „Hof zu Walle“ genannt. Die Herren zu Walle waren erzbischöfliche Dienstmänner und bremische Ratsmänner und Vögte. Um 1200 wurde Engelbert von Walle und 1244 dann der gewalttätige Alard von Walle als Ritter erwähnt. Als um 1500 diese namensgebende Familie ausstarb, wechselte das Gut oft seine Besitzer. Um das Gut hatten sich inzwischen andere Bauern angesiedelt. Ab 1524 bestand deshalb das eigene Kirchspiel Walle. 1547 hatte sich im Schmalkaldischen Krieg der kaiserliche Feldhauptmann Jobst von Cruningen mit seinen 4000 dänischen Landsknechten auf dem Gut einquartiert, die von den bremischen Bürgerkompanien vertrieben wurden.
1635 – im Dreißigjährigen Krieg – pachtete der protestantische Ritter Christoph Ludwig Raschen, brandenburgischer Oberstleutnant und schwedischer Diplomat, das Gut mit dem Hof Walle. 1641 wurde der Ritter von den Kaiserlichen entführt und kehrte erst nach Jahren wieder krank zurück und verstarb bald darauf. 1658 wurde der Kirchturm der ehemaligen Michaeliskapelle über dem Grabgewölbe des Ritters Raschen errichtet.

### Von 1700 bis 1900

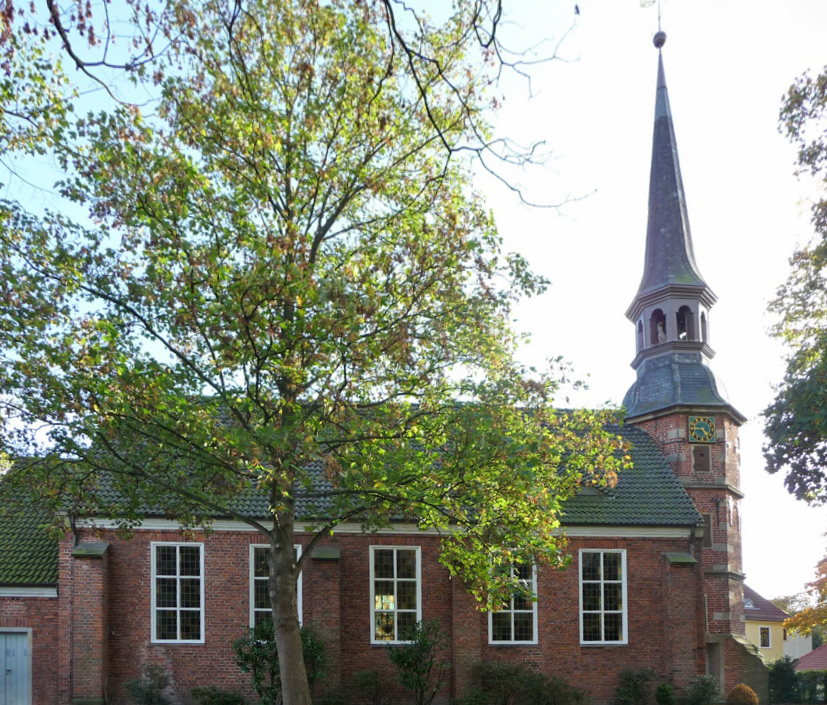
Waller Kirche, Lange Reihe

Ab 1658 entstand die Waller Kirche im Stil der Renaissance. Das originale Kirchenschiff wurde im Zweiten Weltkrieg zerstört und von 1952 bis 1956 durch einen Neubau nach Plänen von Julius Schulte-Frohlinde ersetzt, der beschädigte barocke Turm von 1726 blieb erhalten.
Der mittelalterliche Galgen im süd/östlichen Walle wurde 1811 abgebrochen. 1812 kam es in Walle zur ersten Volkszählung, nach der dort 493 Einwohner lebten. 1821 entstand gegen den Widerstand der Bauern die Waller Chaussee von Utbremen nach Burg. Auf dem ehemaligen Galgenberg wurde 1828 das städtische Pulverlager errichtet. Die Familie Achelis kaufte 1833 das Gut Walle samt anliegenden Grundstücken und gestaltete darauf einen Park, den heutigen Waller Park.
1848 erfolgte die Eingemeindung der Feldmark Utbremen in die Stadt Bremen. Die Eisenbahnstrecke Bremen–Geestemünde, die durch Walle führte, wurde 1862 eröffnet. 1875 folgte die Eröffnung des Waller Friedhofs. Bis zu diesem Zeitpunkt war Walle noch sehr dörflich geprägt durch seine Bauernkaten und Kötnerhäuser. Hinter dem Waller Gut wurde der dörfliche Friedhof durch einen städtischen Friedhof ergänzt. Neue Planstraßen entstanden, zunächst in Utbremen und dann folgend in den nördlicheren Ortsteilen (Reuter-, Elisabeth-, Dietrich-, Burchardstraße).
1885 wurden Teile (28 Hektar) der Landgemeinde Walle und 1902 die weiteren Gebiete eingemeindet. 1896 entstand die Elisabethschule in Utbremen.

1888 baute man nach der Eröffnung des Freihafens die große Jute-Spinnerei und Weberei Bremen an der Nordstraße, die um 1895 bereits über 2000 Arbeiter beschäftigte, von denen viele in Walle wohnten. Katholische Familien aus Polen, Böhmen, Schlesien und Galizien zogen in dieser Zeit zu. Deshalb wurde hier 1898 die neoromanische St.-Marien-Kirche als zweite katholische Kirche in Bremen am Steffensweg/Ecke St. Magnus-Straße gebaut. Ab 1899 führte die Straßenbahn bis Walle-Bogenstraße.

### Von 1900 bis 1945
Von 1903 bis 1905 wurde am Steffensweg/Ecke Bremerhavener Straße eine Volksschule mit 16 Klassen gebaut, die im Krieg beschädigt aber erhalten blieb. Daneben entstand 1905 der damals größte Wasserturm Europas mit einem Fassungsvermögen von 3.000 m³. Nur ein Betonsockel blieb nach dem Krieg erhalten. 1913 kam es an der St.-Marien-Schule zu einem Schulmassaker.
1914 eröffnete der Haltepunkt Waller Bahnhof an der Eisenbahnlinie Bremen-Bremerhaven.
Die Volksschule Schleswiger Straße wurde 1920 in eine Reformschule umgewandelt und 1924 die zweite Waller Versuchs- und Reformschule an der Helgolander Straße eröffnet. 1928 war die Übergabe des Waller Parks als Volkspark, im gleichen Jahr erfolgte die Eröffnung des Waller Seebads und der Bau des Volkshauses an der Nordstraße durch die Gewerkschaften. Dieses Haus wurde im April 1933 von SA-Männern besetzt, und die Plastiken des Bildhauers Bernhard Hoetger an der Gebäudefassade wurden von ihnen zerstört. Im Innern stellt seit 1985 ein Wandbild von Rolf Wienbeck dieses Thema künstlerisch dar.

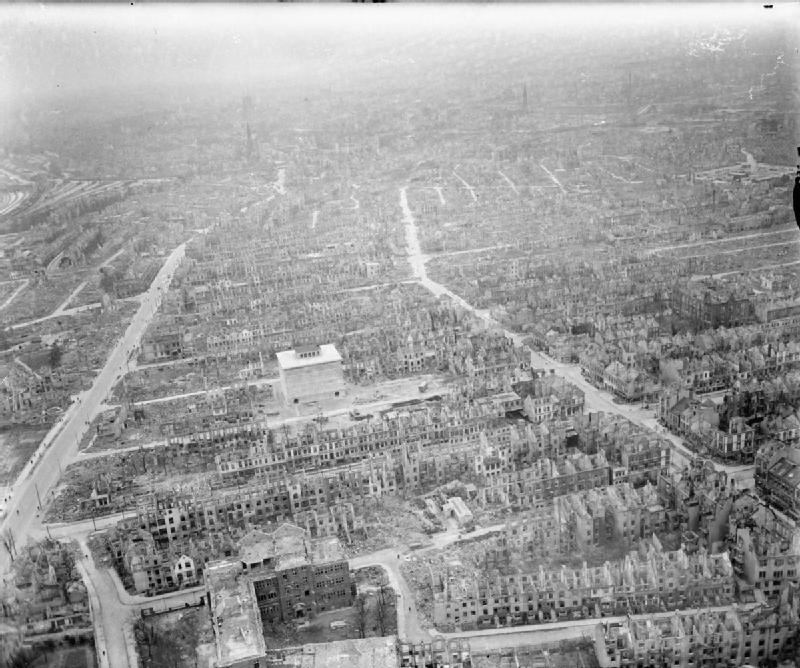
Zerstörtes Walle; Blick nach Südosten Richtung Zentrum. Der Hochbunker Zwinglistrasse in der Mitte zwischen Utbremer (links) und Wartburgstraße

1933 wurde in Utbremen ein 90 Meter hoher Sendeturm aus Holz errichtet, der später durch einen Blitzschlag zerstört und durch einen Stahlturm ersetzt wurde.

Horst Hackenbroich, Inhaber eines Fischgeschäfts am Steffensweg 184 musste 1940 als sogenannter Halbjude das Geschäft aufgeben. Er überstand seine Inhaftierung von 1943 bis 1945 im KZ Buchenwald.

Während des Zweiten Weltkrieges wurde bei dem schweren Luftangriff auf Bremen in der Nacht vom 18. zum 19. August 1944 Walle großflächig zerstört.

### Nach 1945
Die Bevölkerung wohnte nach dem Krieg in Notunterkünften oder in den benachbarten Parzellengebieten.
Der Wiederaufbau begann ab 1950. Unter dem Namen Westliche Vorstadt entstand von 1953 bis 1955 in Utbremen, Steffensweg und Westend durch die GEWOBA, die Bremer Treuhand und die Schoß nach Plänen von Max Säume, Günther Hafemann, Wilhelm Wortmann, Bernhard Wessel, Werner Hebebrand, Walter Schlempp und Günther Marschall eine größere, „aufgelockerte“ Wohnsiedlung. Das Waller und Utbremer Grün führen durch das gesamte Gebiet. 1954 entstand am Steffensweg an Stelle der zerbombten kath. Marienkirche eine neue Kirche mit Gemeindehaus.
1955 wurde an der Schifferstraße in Utbremen das erste Bremer Hochhaus errichtet. 1960 betrug die Einwohnerzahl in Walle 47.750. Die Mülldeponie an der Autobahn 27 nahm 1969 ihren Betrieb auf. 1975/76 erfolgte der Bau des höchsten Gebäudes im Stadtteil, das Hochhaus Almatastraße mit 69 m Höhe. 1986 wurde der Fernmeldeturm Bremen (auch „Waller Spargel“ genannt) fertiggestellt. 1991 erfolgte die Erweiterung der Mülldeponie auf ihre jetzige Größe.
Bekanntheit erreichte der Stadtteil in den 1990er Jahren durch die deutschen und internationalen Titelgewinne der Damen-Handballmannschaft des TuS Walle Bremen, welcher den Stadtteil im Vereinsnamen trug und seinen Vereinssitz im Hohweg hatte.
1998 eröffnete die Eislaufhalle Paradice und 1999 das Einkaufszentrum Walle-Center. Seit 2002 liegt an der Waller Heerstraße ein Sanierungsgebiet.
Das Arbeiterviertel Walle war und ist politisch eine Hochburg der Sozialdemokratie.

### Einwohnerentwicklung
| Orts-/Stadtteil | 1812 | 1855 | 1885  | 1975   | 1995   | 2007   | 2015   |
| --------------- | ---- | ---- | ----- | ------ | ------ | ------ | ------ |
| Utbremen        |      |      |       | 3.975  | 3.222  | 3.171  | 3.255  |
| Steffensweg     |      |      |       | 5.719  | 4.569  | 4.305  | 4.360  |
| Westend         |      |      |       | 8.017  | 6.694  | 6.470  | 6.454  |
| Walle           | 493  | 950  | 3.755 | 8.581  | 7.701  | 7.862  | 8.016  |
| Osterfeuerberg  |      |      |       | 5.930  | 5.319  | 5.027  | 5.057  |
| Hohweg          |      |      |       | 3.111  | 1.008  | 580    | 518    |
| Überseestadt    |      |      |       |        |        |        | 1.337  |
| Stadtteil       | –    | –    | –     | 35.332 | 28.513 | 27.415 | 28.997 |

## Politik und Verwaltung

### Beirat
Der Beirat Walle tagt regelmäßig und in der Regel öffentlich im Ortsamt oder in anderen Einrichtungen wie z. B. Schulen. Der Beirat setzt sich aus den auf Stadtteilebene gewählten Vertretern der politischen Parteien oder Einzelkandidaten zusammen. Die Beiratswahlen finden alle vier Jahre statt, zeitgleich mit den Wahlen zur Bremischen Bürgerschaft. Der Beirat diskutiert über alle Belange des Stadtteils, die von öffentlichem Interesse sind, und fasst hierzu Beschlüsse, die an die Verwaltung, die Landesregierung und die Stadtbürgerschaft weitergeleitet werden. Für seine Arbeit bildet er Fachausschüsse. Dem Beirat stehen für stadtteilbezogene Maßnahmen eigene Haushaltsmittel zur Verfügung.

### Ortsamt
Das Ortsamt ist seit 1946 eine örtliche Verwaltungsbehörde. 1979 wurde das Ortsamt West (Waller Heerstr. 99) eingerichtet für die Beiräte Gröpelingen, Walle und Findorff. Es unterstützt den Beirat bei seiner politischen Arbeit. Es soll bei allen örtlichen Aufgaben, die von öffentlichem Interesse sind, mitwirken. Es wird von einem vom Beirat vorgeschlagenen und vom Senat bestätigten Ortsamtsleiter geführt.

Ortsamtsleiterin ist seit Mai 2013 Ulrike Pala.

## Kultur und Sehenswürdigkeiten

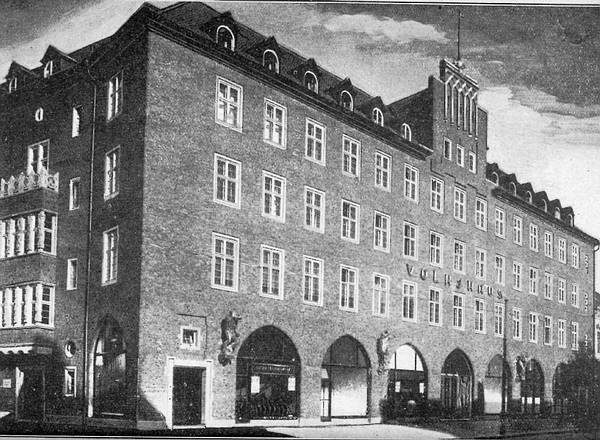
Volkshaus um 1928

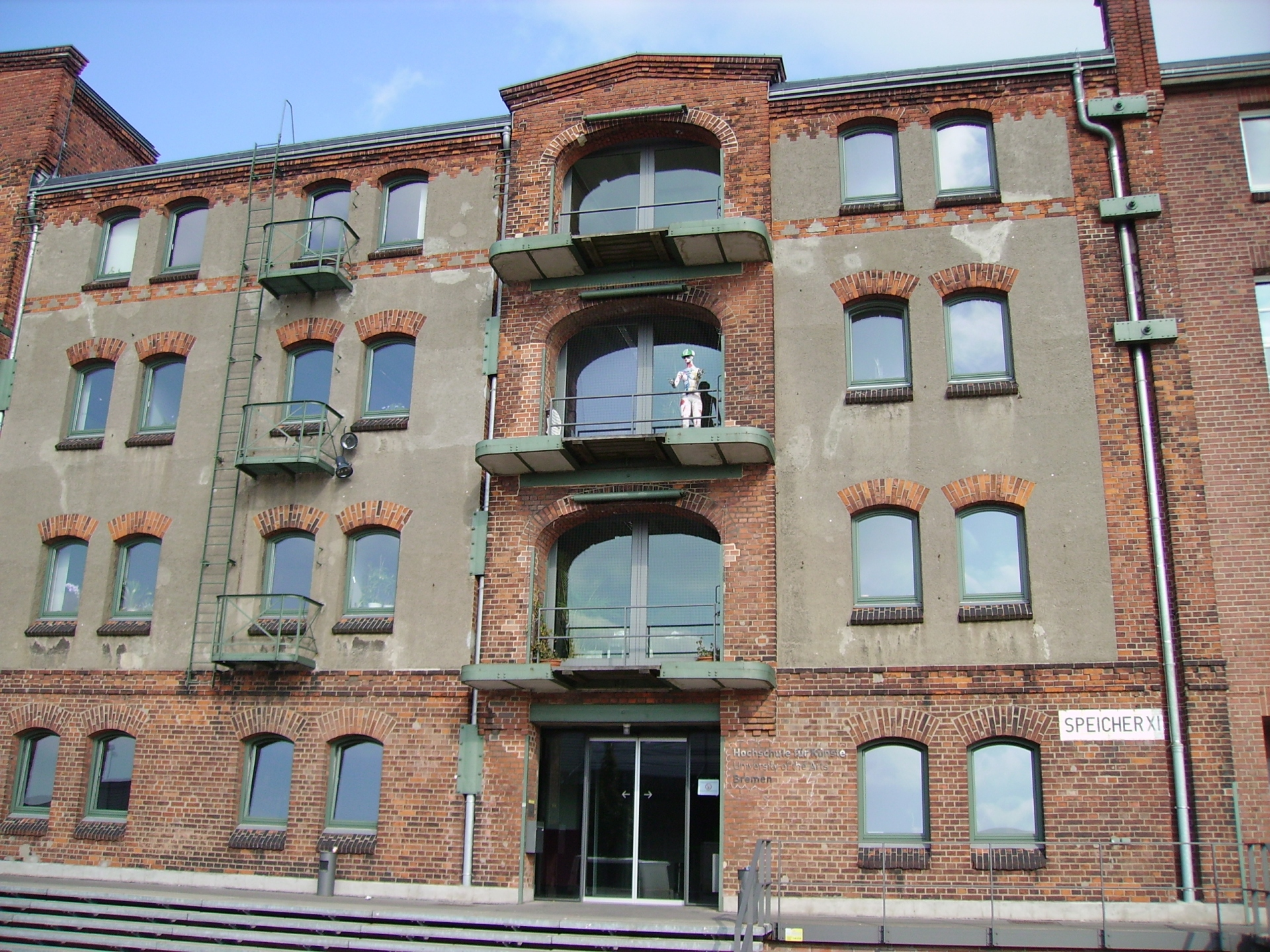
Speicher XI: Fachbereich Kunst und Design der HfK Bremen

### Bauwerke
- Volkshaus der Gewerkschaften an der Hans-Böckler-Straße 9 von 1928 nach Plänen von Richard Jansen, Skulpturen von Bernhard Hoetger, Manfred Lohrengel und Franz Bloss; heute ist hier Bremische Verwaltung untergebracht
- Evangelische Waller Kirche, Lange Reihe 77, von 1658, 1944 zerstört, Neubau von 1956 nach Plänen von Julius Schulte-Frohlinde.
- Katholische St.-Marien-Kirche, St. Magnus Straße, von 1954 nach Plänen von Georg Lippsmeier als Ersatz und dem 1944 zerstörten neoromanischen Bau.[24]
- Evangelische Wilhadi-Kirche, Steffensweg 89, von 1956 nach Plänen von Fritz Brandt. Der neogotische Vorgängerbau wurde 1944 zerstört.[25]
- Fernmeldeturm Bremen von 1986; Höhe: 235,7 Meter.
- Wasserturm Walle, Ecke Steffensweg/Karl-Peters-Straße, nach Plänen von H. Wagner und O. Rust. Der Turm war einmal 61 Meter hoch. Er wurde gemalt von Franz Radziwill und war 1995 ein Briefmarkenmotiv. Der Abriss erfolgte 2005 bis auf den Sockel. Hier befindet sich seit 2008 ein Altenwohnheim.
- Berufsbildende Schule für Gesundheit, Pflege und Soziales, Lange Reihe 81 von 1928 nach Plänen von Hans Ohnesorge, bis 1947 Lyzeum des Westens, bis 1974 Pädagogische Hochschule Bremen;  Bauplastik von 1984 von Heinrich Lange und Ernst von Wachold.
- klassizistische Gemeindeschule Walle an der Ritter-Raschen-Straße 43/45 von 1858.
- Schulzentrum Waller Ring an Bremerhavener Straße/Steffensweg von 1913 nach Plänen von Hans Ohnesorge mit Objekten von Ernst von Wachold und Rudolf Gangloff.
- Getreideverkehrsanlage mit ihren Silos von 1916/19 und 1929, 1947–1950 umgebaut.
- Speicher I von 1950 nach Plänen Max Säume und Günther Hafemann, Umbau 2006 sowie neue Bürohäuser am Eurohafenbecken/Speicherhafen,  zentrumsnahes Einkaufs-, Dienstleistungs- und Vergnügungszentrum in der Überseestadt.
- Speicher XI von 1912 nach den Plänen von Eduard Suling und Nause; er beherbergt u. a. die Hochschule für Künste Bremen, eine hafenbezogene Ausstellung sowie das Stadtmodell vom Bereich Mitte, Walle und Neustadt.
- Kontorhaus und Hafenspeicher Auf der Muggenburg Auf der Muggenburg 7 von 1951 nach Plänen von Wilhelm Wortmann und Erik Schott.
- Postamt 15 von 1931 nach Plänen von Oberpostbaurat Karl Martini.
- Alte Feuerwache 5 am Holz- und Fabrikenhafen, nähe Speicher XI mit Restaurant.
- Molenfeuer Überseehafen Süd von 1906 an der Ausfahrt des Holz- und Fabrikhafens.
- Mausoleum Knoop von 1880 für den Textilfabrikanten Ludwig Knoop auf dem Waller Friedhof von Gustav Runge, Skulptur von Diedrich Kropp.
- Am Weserufer Konsul-Smidt-Straße entsteht ein Wohn- und Dienstleistungszentrum mit dem Landmark-Hochhaus.

### Denkmale, Kunst
- Gedenkstein als Erinnerung an die soziale und politische Geschichte des ehemaligen Spielplatzes an der Bürgermeister-Deichmann-Straße von Conrad Hasselmann (1984); Inhalte: Anti-Kriegs-Demonstrationen vom Ersten Weltkrieg, Ermordung des Reichsbanner-Mitgliedes Johannes Lücke durch SS-Männer sowie Bücherverbrennung vom Mai 1933 durch die NS-Machthaber.[26]
- Kriegerdenkmal 1870/71, errichtet 1872 auf dem Waller Friedhof und 1899 zum Ritter-Raschen-Platz versetzt
- Pferdebrunnen IV von 1977, seit 2006 auf den Waller Dorfplatz an der Achterbergstraße, Ecke Stiftstraße von Gerhard Lange[27]

### Parks, Grünanlagen

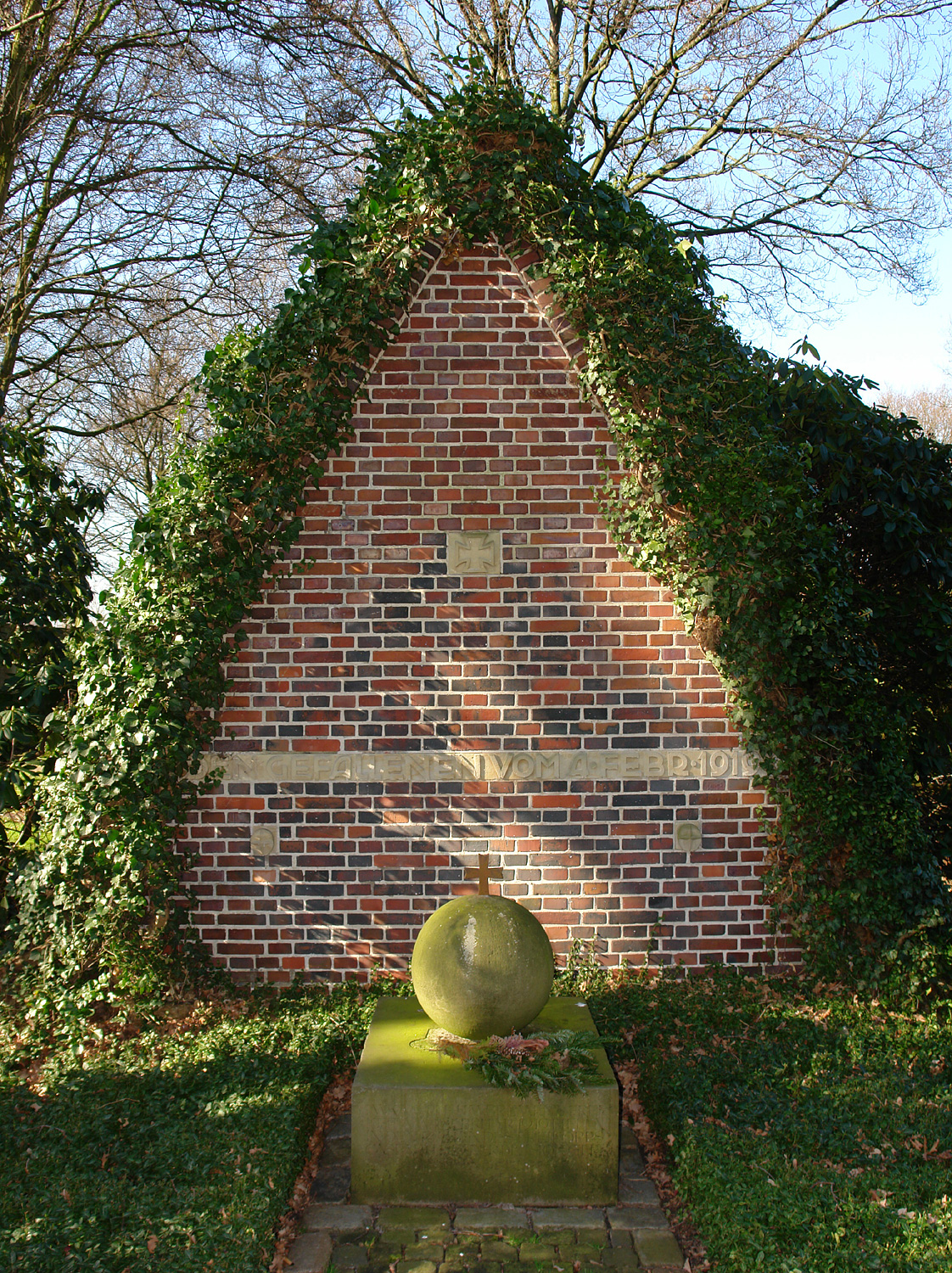
Waller Friedhof: Denkmal für die Gefallenen bei der Beseitigung der Räterepublik

- Der Waller Friedhof von 1875 mit einer Größe von 29 Hektar mit dem Mausoleum Knoop, den Grabmälern von Gartenarchitekt Wilhelm Benque und AG-Weser-Gründer Carsten Waltjen sowie den Denkmälern von 1920 für die Opfer von 1919, als die Bremer Räterepublik beseitigt wurde.
  - Kapelle und Krematorium des Waller Friedhofs wurden 1957 nach Plänen von Otto Bartning gebaut.[28]
- Waller Park, ehemaliger Adelssitz aus dem 15. Jahrhundert, dann Gutspark der Familie Achelis, wurde 1928 für die Öffentlichkeit umgestaltet
- Waller Mitte, ehemaliger Sportplatz
- Kleingartengebiet Hohweg
- Utbremer Grün von ab 1953, Teil des Grünzuges West ein zirka 1,6 Kilometer lange Verbindung im Bremer Westen.
- Kleiner Hilde-Adolf-Park in der Überseestadt
- Waller Feldmarksee

### Kultur und Freizeit
- Waldau Theater von 1928, Waller Heerstraße 165, mit Boulevardkomödien, Märchen, Musicals und Plattdeutschem Schauspiel, diente der Bremer Musical Company und der European Musical Academy (EUMAC)
- Blaumeier-Atelier, Travemünder Straße
- Kaisenhaus-Museum, Behrensweg 5a
- Kulturhaus Walle „brodelpott“ in der alten Schule von 1901 an der Schleswiger Straße Nr. 4 mit  Bibliothek Walle, Musikschule, Kulturhaus-Café sowie Hafenarchiv im historischen Speicher XI im Hafenmuseum in der Überseestadt.[29]
- Kulturwerkstatt Westend
- Stadt.Teil.Raum Stadtteilwerkstatt für alle stadtteilraum.walle.jetzt/
- Eislaufhalle Walle Paradice

## Öffentliche Einrichtungen

### Allgemein
- Ortsamt West, Waller Heerstraße 99
- Polizeirevier Walle, Waller Heerstraße 97
- Quartiersmeisterei Walle,  Bremerhavener Str. 53

### Schulen
- Schule an der Vegesacker Straße im Westend war ein Förderzentrum
- Grundschule am Pulverberg als Ganztagsschule, Schleswiger Straße 10,
- Grundschule an der Nordstraße,
- Grundschule an der Melanchthonstraße
- St.-Marien-Schule, Hauffstraße 2 im Westend,  private katholische Grundschule
- Oberschule Helgolander Straße 67 im Westend, Gesamt- und Ganztagsschule der Sekundarstufe I mit ca. 520 Schülern
- Oberschule am Waller Ring (Sek. I), Bremerhavener Straße 83 mit ca. 800 Schülern; die Schule erhielt 2007 einen Anbau.
- Schulzentrum des Sekundarbereichs II Utbremen, Meta-Sattler-Straße 33, hat einen beruflichen Schwerpunkt.
- Schulzentrum des Sekundarbereichs II am Rübekamp 37-39, Gymnasium und berufliche Schule für Lebensmittel- und Biotechnologie sowie Ernährung
- Schulzentrum des Sekundarbereichs II, Grenzstraße 90 im Westend, Handels- und Höhere Handelsschule, Kfm. Berufsschule für Kreditinstitute, Versicherungen und Industrie und Berufliches Gymnasium Wirtschaft
- Schulzentrum des Sekundarbereichs II Walle, Lange Reihe 81, Gymnasium und berufliche Schule für Gesundheit
- Allgemeine Berufsschule, Steffensweg 171
- Berufsschule für den Großhandel, Außenhandel und Verkehr (GAV), ab 1968 Ellmerstraße, ab 2022 Neubau, Nordstraße 360 auf dem Campus West
- Technikerschule Bremen, Schongauer Straße 2
- EUMAC-European Musical Academy, Waller Heerstr. 165

### Soziales
- Ca. 15 Kindergärten
- Jugendfreizeitheim Walle, Waller Heerstraße 229/Waller Straße
- Pfadfinder DPSG Roland von Bremen Helgolander Straße 62
- Deutsche Pfadfinderschaft St. Georg, Eutiner Straße 15
- makemedia-studios, Waller Heerstraße 46
- Ausbildungsbegleitende Hilfen, Waller Heerstr. 164
- Jugendwohnheim Kleine Marsch, Wittmunder Str. 18
- AWO – Dienstleistungszentrum Walle, Wartburgstr. 11, ist eine Altentagesstätte
- AWO-Kindertagesstätte Anna Stiegler, Waller Str. 6
- Sozialzentrum Walle, Reuterstr. 23–27
- Café Klatsch, Helgolander Straße 73
- Einrichtungen der Arbeitslosenberatung, für Behinderte, Gesprächskreise, für Gesundheitsberatung und Suchthilfen, Nachbarschaftstreffs etc.

### Kirchen
- Evangelisch-Freikirchliche Gemeinde (Baptisten) Hoffnungskirche Bremen, Zietenstraße 59
- Ev. Waller Kirche, Lange Reihe 77, Ritter-Raschen-Straße 41
- Ev. Wilhadi-Gemeinde, Steffensweg 87/89
- Ev. Immanuel-Kapelle Elisabethstraße 17/18 der Immanuel-Gemeinde, Ritter-Raschen-Straße 41
- Freie evangelische Christus-Gemeinde, Norderneystraße 5
- Katholische Kirche St. Marien, St.-Magnus-Straße 2

### Sport
Anlagen
- Hallen- und Freizeitbad Westbad, Waller Heerstraße 293a
- Eissporthalle Paradice von 1998, Waller Heerstraße 293a
- Stadion am Panzenberg, Landwehrstraße 6 (Utbremen)

Vereine
- Bremer Eishockey Club, Waller Heerstraße 293
- Bremer Sport Verein, Vegesacker Str. 84b
- Eis- und Rollsportverein Bürgerweide Bremen, Waller Heerstraße 293
- Eisstock- und Schlittschuhclub Bremen, Anna-Stiegler-Straße 45
- Hanseatischer Fechtclub Bremen, Lange Reihe 81
- Landessportbund Bremen und Bremer Sportjugend, Auf der Muggenburg 30
- Schwimmverein Weser, Waller Heerstraße 293a
- TV Bremen-Walle 1875, Hans-Böckler-Straße 1a
- TuS Walle Bremen, Hohweg 50
- TanzCentrum Gold und Silber Bremen e. V., Waller Heerstraße 46
- Wanderverein Bremen, Steuerbord 1
- Reitverein Walle, Mittelwischweg 1

## Wirtschaft und Verkehr

### Wirtschaft
Walle ist im Wesentlichen ein Wohnstandort mit einem Zentrum für Einkaufen und Dienstleistungen im Ortsteil Westend und entlang der Utbremer Str. /Waller Heerstraße. Die Wirtschaft wird geprägt durch den angrenzenden Stadtteil Häfen mit der Überseestadt und mit seinen industriellen und gewerblichen Betrieben der Hafenwirtschaft.
Das Gewerbegebiet Bayernstraße, direkt am Autobahnzubringer HB-Überseestadt zwischen Bayernstraße bis Bernauer Straße mit zirka 60 Hektar Fläche, beherbergt Betriebe von der chemischen Industrie, über den Großhandel für Verpackungen und Werkzeuge bis hin zum Metallbau, dem Schausteller- und Speditionsgewerbe sowie dem Garten- und Landschaftsbau.
Ein kleineres Gewerbegebiet liegt zwischen der Utbremer Straße und den Bahngleisen (Norderneystraße).
Das Walle-Center an der Waller Heerstraße entstand 2000 und beherbergt Läden, Büros und seit 2007 das Ortsamt West.
Wochenmärkte bestehen in den Ortsteilen Westend (Wartburgplatz).

### Verkehr

#### Öffentlicher Personennahverkehr
Folgende Straßenbahn- und Buslinien der Bremer Straßenbahn AG (BSAG) verkehren in Walle:
- Straßenbahnlinie 2: Gröpelingen – Walle – Mitte (Am Brill, Domsheide) – Östliche Vorstadt – Sebaldsbrück
- Straßenbahnlinie 3: Gröpelingen – Walle und Überseestadt – Mitte (Am Brill, Domsheide) – Östliche Vorstadt – Weserwehr
- Straßenbahnlinie 5 (S): Gröpelingen – Walle und Überseestadt – Hauptbahnhof – Bürgerpark
- Straßenbahnlinie 10: Gröpelingen – Walle – Hauptbahnhof – Östliche Vorstadt – Sebaldsbrück
- Buslinie 20: Hohweg – Walle – Europahafen
- Buslinie 26: Überseestadt-Nord – Walle – Findorff – Mitte (Hauptbahnhof, Am Brill) – Neustadt – Huckelriede – Habenhausen – Arsten – Kattenturm
- Buslinie 28: Überseestadt-Nord – Walle – Findorff – Universität
- Nachtlinie N7 (Bus): Hauptbahnhof – Findorff – Walle – Gröpelingen – Burglesum – Vegesack – Blumenthal – Neuenkirchen
- Nachtlinie N10 (Straßenbahn): Gröpelingen – Walle – Hauptbahnhof – Östliche Vorstadt – Sebaldsbrück

#### Eisenbahn
Walle ist über den Bahnhof Bremen-Walle an der Bahnstrecke Bremen–Bremerhaven an das Netz der Regio-S-Bahn Bremen/Niedersachsen angeschlossen. Es bestehen u. a. direkte Verbindungen nach Bremen-Nord, Bremen Hauptbahnhof und Verden (Aller).
| Linie | Verlauf | Takt                                                                                  |
| ----- | --- | ------------------------------------------------------------------------------------- |
| RS 1  | Bremen-Farge – Bremen Turnerstraße – Bremen Kreinsloger – Bremen Mühlenstraße – Bremen-Blumenthal – Bremen Klinikum Nord/Beckedorf – Bremen-Aumund – Bremen-Vegesack – Bremen-Schönebeck – Bremen-St. Magnus – Bremen-Lesum – Bremen-Burg – Bremen-Oslebshausen – Bremen-Walle – Bremen Hbf – Bremen-Sebaldsbrück – Bremen-Mahndorf – Achim – Baden (Kr Verden) – Etelsen – Langwedel – Verden (Aller) Stand: Fahrplanwechsel Dezember 2023 | 30 min 15 min (Vegesack–Bremen Hbf werktags) 60 min (Bremen Hbf–Verden am Wochenende) |
| RS 2  | Bremerhaven-Lehe – Bremerhaven Hbf – Bremerhaven-Wulsdorf – Loxstedt – Lunestedt – Stubben – Lübberstedt – Oldenbüttel – Osterholz-Scharmbeck – Ritterhude – Bremen-Burg – Bremen Hbf – Bremen-Hemelingen – Dreye – Kirchweyhe – Barrien – Syke – Bramstedt (b Syke) – Bassum – Twistringen Stand: Fahrplanwechsel Dezember 2023 | 60 min 30 min (Bremen Hbf–Bremerhaven-Lehe in der HVZ-Lastrichtung)                   |

#### Straßen
- Die sogenannte Hafenrandstraße als Nordstraße und Hans-Böckler-Straße führt den Durchgangsverkehr nach Gröpelingen bis zur Autobahn 281 bzw. zum Stadtzentrum und zur Bundesstraße 6/Bundesstraße 75 Richtung Oldenburg bzw. Osnabrück. In ihr verkehren die Straßenbahnlinien 3 und 5.
- Durch die Hansestraße wird der Verkehr in Richtung Findorff zur Autobahnanschlussstelle Überseestadt der Bundesautobahn 27 geleitet.
- Durch den Waller Ring und den Osterfeuerberger Ring wird ebenfalls die Autobahn 27 erreicht.
- Die Waller Heerstraße ist eine zentrale Durchgangsstraße, auf der die  Straßenbahnlinien 2 und 10 verkehren.

#### Rad- und Wanderwege
- In der Längsachse führt von Bremen-Mitte durch Walle nach Gröpelingen in einem Grünzug ein Rad- und Wanderweg.
- Die Waller Straße und der Waller Damm führen vorbei an den Kleingartengebieten Hohweg in die Waller Feldmark, zum Blockland und zur Wümme mit dem Wümme-Radweg.

## Persönlichkeiten
In alphabetischer Reihenfolge 
- Johann Caspar Beckmann, im 17. Jahrhundert Besitzer des Waller Gutes (Beckmannweg)
- Carl Dantz (1884–1967), Pädagoge, Schulreformer und Schriftsteller, Lehrer und Schulleiter an der Schule an der Helgolander Straße
- Kerstin Eckardt (* 1966), Bürgerschaftsabgeordnete (CDU) seit 2023
- Adolf Ehlers (1898–1978), Politiker (KPD, SAPD, SPD), Bremer Senator und Bürgermeister.
- Ella Ehlers (1904–1985), Kindergärtnerin und Politikerin
- Hinrich Fokken-Esens (1889–1976), Maler
- Christian Geis (1905–1952), Bürgerschaftsabgeordneter (SPD) von 1947 bis 1951, Vorsitzender des TuS Walle
- Elise Kesselbeck (1870–1956), Politikerin (SPD, KPD), Bürgerschaftsabgeordnete und Frauenrechtlerin
- Wolfgang Klatt (1939–2016), Bürgerschaftsabgeordneter (SPD) von 1971 bis 1990
- Carl Louis Klawitter (1869–1953), Buchhändler und Bürgerschaftsabgeordneter (SPD) von 1902 bis 1918
- Hans Ernst Christian Lüdeking (1864–1945), Pädagoge und Bürgerschaftsabgeordneter (USPD, SPD) von 1920 bis 1930
- Hans-Georg Mews (1931–2010), Pädagoge und Landesschulrat
- Günter Niederbremer (1946–2012), Mitglied im Beirat Walle (1979/83), Bürgerschaftsabgeordneter (CDU) von 1983 bis 1995 sowie Bremer Staatsrat
- Karl Uwe Oppermann (* 1944), Mitglied des Beirats Walle von 1978 bis 1995, Bürgerschaftsabgeordneter (CDU) von 1995 bis 2008
- Ludwig Plate (1883–1967), Wasserbauingenieur, Leiter der Wasserstraßendirektion Bremen
- Jürgen Pohlmann (* 1953),  Bürgerschaftsabgeordneter (SPD) von 1999 bis 2019
- Hermann Prüser (1903–1991), Bürgerschaftsabgeordneter (KPD) von 1928 bis 1933, Betriebsratsvorsitzender bei der AG Weser
- Christoph Ludwig Raschen (1584–1645), deutscher Ritter, Offizier und Diplomat (Ritter-Raschen-Platz und Ritter-Raschen-Straße)
- Liselotte von Reinken (1911–2005), Historikerin und Biografin
- Arnold „Pico“ Schütz (1935–2015), Fußballspieler und Ehrenspielführer des SV Werder Bremen, im Februar 2020 wurde der Pico-Schütz-Platz in Walle-Osterfeuerberg nach ihm benannt.
- Willy Seegers (1905–?), Bürgerschaftsabgeordneter (SPD) von 1951 bis 1955
- Anna Stiegler (1881–1963), Politikerin (SPD, USPD), Bürgerschaftsabgeordnete (1918–1933 und 1946–1963), Widerstand und Haft in der Nazizeit; war auch in Walle wohnhaft
- Bert Trautmann (1923–2013), deutscher Fußballspieler
- Falk-Constantin Wagner (* 1989), Bürgerschaftsabgeordneter (SPD) seit 2019
- Ernst Waldau (1904–1982), Theaterleiter und Schauspieler. Das Niederdeutsches Theater Bremen wurde nach ihm zum Waldau-Theater umbenannt.
- Andreas Weichelt (* 1936), Bürgerschaftsabgeordneter (SPD) von 1973 bis 1999